# Buzz Calkins
Bradley "Buzz" Calkins (Denver, 2 de maio de 1971) é um ex-automobilista norte-americano. Buzz foi campeão da primeira edição da IRL em 1996, empatado com Scott Sharp.
Disputou 53 corridas na categoria, com uma volta mais rápida, uma vitória (ambas na Indy 200 at Walt Disney World de 1996, primeira corrida da IRL) e três pódios, sempre ao serviço da equipe Bradley Motorsports.
Buzz encerrou sua carreira de piloto ainda jovem, com apenas trinta anos de idade, para dedicar-se à chefia da Bradley, que deixaria a IRL no final de 2002.